# Die ehrbare Dirne
Die ehrbare Dirne oder Die respektvolle Dirne (französischer Originaltitel: La putain respectueuse) ist ein Theaterstück in zwei Bildern des französischen Schriftstellers und Philosophen Jean-Paul Sartre aus dem Jahr 1946.

## Handlung

### Vorgeschichte
Lizzie, eine New Yorker Prostituierte, zieht aus der Metropole in eine ungenannte Stadt in den US-Südstaaten. Im Zug sitzt sie mit zwei Schwarzen im Abteil, als vier betrunkene Weiße dazustoßen und ihr gegenüber zudringlich werden. Es kommt zu einer Prügelei zwischen schwarzen und weißen Männern, in deren Verlauf einer der Weißen einen der Schwarzen erschießt. Der andere Schwarze flüchtet, während der Weiße, ein Neffe des reichen Senators Clark, festgenommen wird und eine Gefängnisstrafe befürchten muss. Die Clarks streuen in der Stadt das Gerücht, die Schwarzen hätten die weiße Frau im Abteil vergewaltigen wollen und die Weißen hätten sie verteidigt, weswegen der andere Schwarze untergetaucht ist.

### Erstes Bild
Der auf der Flucht befindliche Schwarze sucht Lizzie des Morgens in ihrem Zimmer auf und beschwört sie, vor Gericht um seines Lebens willen die Wahrheit zu sagen. Lizzie sagt zu und weist ihn hinaus, da in ihrem Badezimmer noch ihr Freier der letzten Nacht ist. Dieser Freier entpuppt sich bald als Fred, Sohn des Senators, und lenkt das Gespräch auf die Vorfälle im Zug. Lizzie erklärt, nicht zur Polizei gehen zu wollen, und wenn sie trotzdem befragt würde, werde sie die Wahrheit sagen. Fred, der im Laufe der Szene eine Mischung aus Unreife, Hochmut, Begierde, Knickrigkeit und Rassismus zeigt, kann sie auch mit Geldversprechungen nicht überzeugen. Nun treten John und James auf, zwei mit Fred befreundete Polizisten, und bedrängen Lizzie mit Beleidigungen und Drohungen, eine vorbereitete Erklärung über die angebliche Vergewaltigung zu unterschreiben. Lizzie weist dies empört zurück. Schließlich erscheint auch noch der Senator Clark im Zimmer, der als erfahrener Politiker einen anderen Ansatz versucht: Mit Höflichkeit, Schmeicheleien, Appellen an ihr Mitgefühl und das Nationalgefühl – freilich durchsetzt mit Rassismus, Antisemitismus und Klassenhass – gelingt es ihm, ihre Hand zu einer Unterschrift zu führen; er verschwindet sofort mit dem Papier, ehe sich Lizzie eines Besseren besinnt.

### Zweites Bild
Am Abend desselben Tages sucht der Senator Lizzie auf, um sie nach der Freilassung seines Neffen bei ihrer Aussage zu halten, und gibt ihr eine eher dürftige Belohnung von einhundert Dollar. Inzwischen läuft eine Razzia nach dem Schwarzen, der in Lizzies Straße gesichtet wurde. Der weiße Lynchmob hat die Straße abgesperrt und durchsucht alle Häuser. Der Schwarze, der sich in Lizzies Wohnung geflüchtet hat, bittet Lizzie, ihn zu verstecken. Lizzie drückt ihm einen Revolver in die Hand, aber er erklärt, nicht auf Weiße schießen zu können. Die Häscher kommen, ihre Wohnung zu durchsuchen, aber Lizzie kann sie mit ihrer Identität als angebliches Vergewaltigungsopfer abwimmeln. Als kurz danach Fred vorbeikommt, verrät sich der Schwarze durch ein Geräusch, flüchtet durch den Hausflur und entkommt vorerst. Nun will Lizzie Fred, der sich als Lynchmörder eines weiteren Schwarzen brüstet, erschießen und richtet den Revolver auf ihn, kann sich aber nicht zum Abdrücken überwinden. Mit gutem Zureden gelingt es Fred, sie zu entwaffnen.

## Hintergrund
1945 hielt sich Sartre längere Zeit in den USA auf und veröffentlichte dort mehrere Artikel zur Lage der weißen Unterschichten sowie der Schwarzen in der amerikanischen Gesellschaft. Man kann das Stück als literarische Verarbeitung dieser Erfahrungen lesen.
Die Handlung weist Parallelen zu den realen Ereignissen um die Scottsboro Boys (1931, juristische Aufarbeitung bis 2013) auf, welche als Anregung für den Stoff gedient haben könnten.
Die Übersetzung des Originaltitels La putain respectueuse ins Deutsche ist nicht ganz eindeutig. Respectueux heißt im Deutschen am ehesten „respektvoll“ (Respekt erbringend), kann aber auch als „respektabel“ oder „ehrbar“ (Respekt verdienend) übersetzt werden. Das französische putain ist ein deutlich härterer Ausdruck als das deutsche „Dirne“ und entspricht wörtlich eher „Hure“ oder „Nutte“, was zur Zeit der Veröffentlichung allerdings auf einem Buchtitel kaum vermittelbar gewesen wäre. Sartres Wortwahl im Titel stellte eine Provokation dar, die Buchausgaben noch bis in die 1960er Jahre sowie Theaterplakate und öffentliche Nennungen verkürzten den Titel zu La p… respectueuse.

## Kritik und Wirkung
Die unmittelbaren Reaktionen in Frankreich waren unter anderem die Ablehnung des vulgären Titels durch das bürgerliche Publikum sowie der Verdacht des Antiamerikanismus, was angesichts der Befreiung Frankreichs wenige Jahre zuvor, auch durch amerikanische Soldaten, als Undankbarkeit gesehen wurde. Auch wenn man das Stück als kritisch gegenüber dem amerikanisch-kapitalistischen System auffassen kann, störten sich kommunistische Kritiker daran, dass es weder eine positive, aufbauende Botschaft noch einen klassenkämpferischen Helden biete, ein Mangel, der bei der sowjetischen Fassung durch ein Happy End „korrigiert“ wurde.

## Aufführung, Textausgaben und Verfilmung
Das Stück wurde am 8. November 1946 (nach anderen Angaben am 8. November 1948) im Théatre Antoine in Paris uraufgeführt. Die deutsche Erstaufführung leisteten die Hamburger Kammerspiele am 16. April 1949.
Als Text erschien das Stück 1947 im Verlag Gallimard. In deutscher Sprache wurde es zunächst nur in einem Sammelband Jean-Paul Sartre: Dramen, zusammen mit Die Fliegen, Bei geschlossenen Türen, Tote ohne Begräbnis und Die schmutzigen Hände, veröffentlicht (1949 beim Rowohlt Verlag). Eine Einzelausgabe erfolgte 1971 im Reclam-Verlag.
Der ungarische Komponist Kamilló Lendvay adaptierte den Stoff 1978 für eine Oper, die 1979 im Ungarischen Fernsehen gezeigt und 1983 in Paris auf die Bühne gebracht wurde.
Filmadaptionen:
- 1952 verfilmten Charles Brabant und Marcello Pagliero das Stück unter dem Titel Die ehrbare Dirne (La p… respectueuse) mit Barbara Laage und Ivan Desny in den Hauptrollen. Die Filmmusik von Georges Auric erhielt bei den Internationalen Filmfestspielen von Venedig 1952 einen Preis.
- 1965 sendete das ZDF das Stück als Fernsehspiel von Theodor Grädler mit Ingrid van Bergen in der Titelrolle.[4]
- 1974 wurde das Stück von André Flédérick als französischer Fernsehfilm unter dem Titel La P… respectueuse produziert.

## Textausgaben
Pléiade

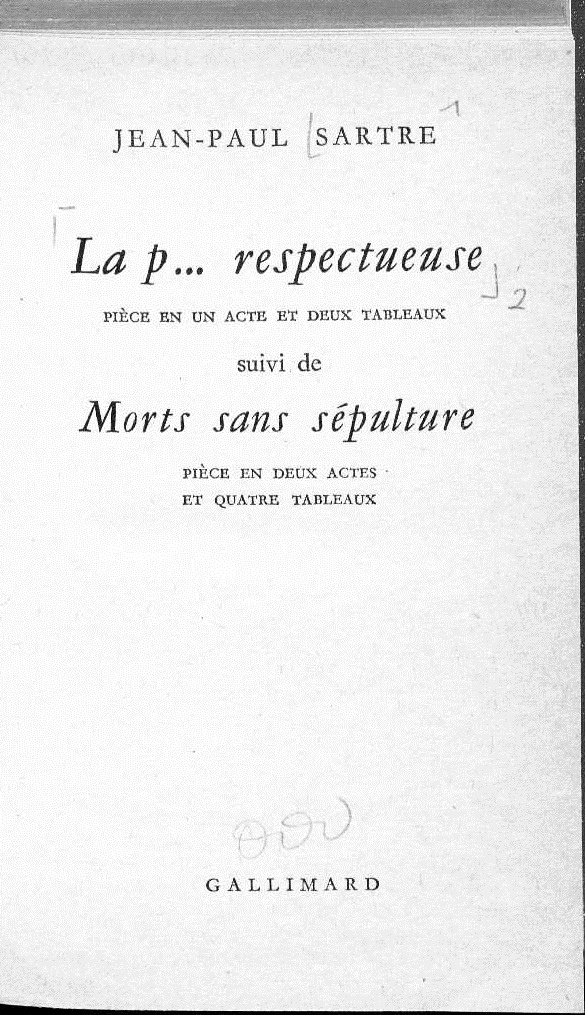
Taschenbuchausgabe nach 1961

- Michel Contat (Hrsg.): Jean-Paul Sartre: Théâtre complet. (= Bibliothèque de la Pléiade. Band 512). Gallimard, Paris 2005, ISBN 2-07-011528-3.
  - La Putain respectueuse. S. 205–235.
  - Autour de „La Putain respectueuse“. S. 237–243.
  - Notices, notes et variantes. S. 1355–1372.

Übersetzungen
- Die ehrbare Dirne. Übersetzung von Ettore Cella. Nachwort von Charlotte Bennecke. Reclam, Stuttgart, ISBN 978-3-15-009325-2.
  - Die ehrbare Dirne. Übersetzung von Ettore Cella. Nachwort von Dieter Tauchmann. Reclam, Leipzig 1964.
- Die respektvolle Dirne: Stück in einem Akt und zwei Bildern. Neuübersetzung von Andrea Spingler. Rowohlt, Reinbek bei Hamburg 1987, ISBN 3-499-15838-8. Im Anhang unter anderem: (Jean-Paul Sartre:) Vorwort zur amerikanischen Ausgabe. S. 49f.; Bibliographie, S. 54–58.